# The DAO (organização)
The DAO é uma organização autônoma descentralizada digital, construída utilizando a blockchain do Ethereum, sendo um sistema baseado puramente software. Trata-se de uma organização autogovernada, não influenciada por forças externas. O software opera por si só com regras imutáveis escritas na blockchain. The DAO tem como objetivo prover um modelo de negócio descentralizado para organizar tanto empresas comerciais como sem fins lucrativos. O código do projeto é open-source e foi criado a partir de uma campanha de crowd-funding, que foi considerada a segunda maior campanha desse tipo da história. O projeto não está vinculado a nenhum estado-nação e, por conta disso, muitas discussões são levantadas sobre a questão legal das organizações, mas nenhum consenso foi formado ainda, além de existirem controvérsias sobre a eficácia do sistema.
Em junho de 2016, hackers exploraram uma vulnerabilidade do código do projeto, permitindo o desvio de mais de 3,6 milhões de ether do The DAO.

## Funcionamento
The DAO é uma organização autônoma descentralizada, transparente, onde tudo é feito por código e qualquer um pode ver e auditar. A DAO é concebida como um conjunto de contratos entre as pessoas que fazem parte desta organização, utilizando a blockchain do Ethereum. Os "contratantes" submetem "propostas" para o desenvolvimento de um produto ou serviço, na forma de contratos inteligentes contendo descrições claras escritas em linguagem natural. Para garantir que os contratantes não estão agindo de contra o interesse da organização, um grupo de signatários valida a proposta do contratante e então a adiciona na lista de endereços autorizados a receber ether (ETH) da DAO.
Esse grupo de signatários são normalmente chamados de "curadores". A fim de manter a característica descentralizada, um curador pode ser demitido da DAO a qualquer hora e por qualquer motivo. Participantes da DAO podem adquirir tokens da organização enviando ether para a DAO. Os participantes podem enviar dinheiro de qualquer lugar do mundo sem necessitar de nenhuma informação de identificação. Esses tokens irão dar direito de voto a propostas (proporcionalmente ao número de tokens adquirido), assim como receber recompensas geradas pelo trabalho de uma proposta.
As propostas são apoiadas por contratos inteligentes, definindo a relação entre a DAO e o contratante. Também podem ser realizados debates sobre uma determinada proposta utilizando alguma ferramenta escolhida pela comunidade da DAO (fóruns de discussão, Slack, ou qualquer ferramenta de comunicação).
Os detentores de tokens da DAO podem retirar a proposta de um contratante a qualquer momento, por qualquer motivo. Esse fato é uma vantagem, uma vez que minimiza o risco de uma proposta.
Também é possível que a DAO escolha um contratante substituto para alguma proposta, dessa forma os projetos podem continuar de onde pararam ao invés de simplesmente serem abandonados.
Uma proposta é aceita por decisão majoritária após um processo de debate que leva no mínimo duas semanas, e a taxa de participação mínima na votação é calculada proporcionalmente com o valor da proposta.
As propostas podem ser simples ou complexas tanto quanto o necessário. Propostas podem conter também vários parâmetros operacionais, por exemplo, podendo conter uma taxa cobrada pela DAO cada vez que um dos produtos ou serviços é usado por não detentores de tokens. Isso é definido como uma variável de porcentagem, definida pela própria DAO.
Isso permite que o código da DAO represente ela mesma, permanecendo segura e imutável, mantendo uma flexibilidade que permite mudar de modelo de negócio ou tornar-se insatisfeito com o trabalho do contratante.
Algumas vezes, no entanto, a DAO pode acabar insatisfeita com o trabalho do curador. Nesse caso, é aberta uma proposta especial que tem como objetivo trocar de curador. A votação é dividida em dois passos. Primeiro, uma votação informal se a DAO deseja ou não trocar de curador. Posteriormente, uma votação de confirmação é realizada, para dar a chance dos detentores de tokens da DAO de confirmar o resultado da primeira votação ou, caso contrário, a DAO será dividida em duas e haverá uma retenção do controle do ETH da organização.
Se ocorrer a divisão, as duas DAOs continuam a operar, cada uma com seus próprios tokens e cada uma com um curador e contratantes diferentes. É análogo a uma empresa grande se dividir em duas. As recompensas de um projeto feito pela DAO quando ainda era uma só também é dividida e igualmente distribuída. Os detentores de tokens em ambos os lados da DAO continuam a receber as recompensas de propostas feitas antes da divisão. Já propostas feitas depois da divisão terão suas recompensas distribuídas apenas entre a os detentores de tokens das sua respectiva DAO.

## Questão legal
A situação legal da DAO ainda é algo subjetivo e que vem sido alvo de muitos debates e discussões. Nem todos compartilham a mesma opinião. Alguns argumentam que trata-se de um código independente e por isso pode operar independentemente de sistemas legais. Outros dizem que as DAOs devem pertencer ou ser operadas por seres humanos e por isso respondem legalmente ao sistema legal que estão inclusos. Os próprios autores do projeto deixam claro que aqueles que querem utilizar o código do DAO devem utilizar a seu próprio risco.

## Segurança
Alguns riscos para o projeto incluem ataques desconhecidos que exploram erros de programação. Além disso, em maio de 2016, foi publicado um artigo contendo várias vulnerabilidades de segurança associadas ao The DAO. O artigo recomendava que os investidores do projeto parassem com os investimentos até que as falhas de segurança fossem solucionadas.
Em junho de 2016, um desenvolvedor do Ethereum apontou falhas relacionadas a chamadas recursivas. Ainda em junho de 2016, novos problemas com chamadas recursivas que levavam a vulnerabilidades foram apontados por blogueiros afiliados ao Internet Crime Complaint Center.
Em 17 de junho de 2016, o projeto The DAO foi alvo de um ataque de hackers que exploraram uma combinação de vulnerabilidades do código do projeto, incluindo uma que envolvia as chamadas recursivas. Os atacantes conseguiram desviar cerca de 3.6 milhões de Ether, cerca de um terço do total de ether do projeto The DAO. A quantidade de Ether roubada equivale a cerca de 170 milhões de reais na época do ataque. O valor desviado foi colocado em uma conta que ainda estava sob um período de detenção de 28 dias pelos termos de contrato do Ethereum. Membros da comunidade do DAO de do Ethereum debatem qual o próximo rumo a ser seguido. Alguns afirmam que o ataque foi uma manobra antiética, mas válida, outros afirmam que o ether roubado deve ser re-apropriado.

## Controvérsias
Um grupo de pesquisadores liderado por Emin Gün Sirer apontam que o DAO apresenta um grande problema: ele não encoraja votações honestas. Isso porque quando surge uma nova proposta pedindo uma certa quantidade de recursos para um determinado projeto e prometendo retorno para cada membro da comunidade, qualquer um pode votar sim, não ou se abster. Se um membro da comunidade investiu mais dinheiro, o voto dele vale mais (pois detém mais tokens). O problema argumentado é que quando um membro vota em um projeto, também congela os fundos investidos por ele na DAO, até mesmo se o voto for não. Não se pode retirar os fundos enquanto a votação está em progresso, e se chegar a um consenso de aprovação do projeto, é para lá que os fundos vão, independentemente se o membro votou contra a aprovação do projeto. Então, se algum membro não acredita em um projeto, a melhor opção é se abster ao invés de votar não. Como consequência, todos os projetos terão uma tendência maior de ganhar aprovação, pois as pessoas não terão incentivo de votar não.
Outro ponto negativo apontado por alguns pesquisadores reside no fato de que qualquer negócio apoiado no projeto The DAO tem que ser construído exclusivamente na blockchain do Ethereum. Isso quer dizer que qualquer dinheiro ganho com a proposta que não for proveniente de um contrato inteligente não vai ser refletido como recompensa para os participantes da organização. 
Adicionalmente, para funcionar no mundo real, os contratantes necessitam converter o Ether investido em moeda do mundo real. Em maio de 2016, Andrew Hinkes afirmou que essas vendas poderiam causar uma queda no valor do Ether. O código por trás do projeto The DAO tenta garantir a segurança, prevenindo que os criadores ou que qualquer pessoa possa manualmente alterar os votos de alguma forma para receber os investimentos. No entanto, isso não previne que os contratantes realizem projeções de rentabilidade fraudulentas.

## Generalização
Com a difusão de DAOs, é visível o alcance de uma nova definição de sociedade, cujos integrantes não são seres vivos, mas agentes inteligentes que vivem regidos por suas próprias leis. Numa situação onde os agentes inteligentes se comunicam, teria-se vários serviços de âmbitos totalmente diferentes interagindo em tempo real e tomando decisões sem que houvesse necessidade de interferência humana. Com isso, viria uma facilitação e comodidade imensas, uma vez que, como os serviços estão em contato entre eles, um serviço saberia o que o outro fez e seria capaz de usar essa informação para melhorar seu próprio funcionamento (exemplo: saber atividades frequentes para melhor sugestão de novas atividades). Todos os aspectos possíveis seriam facilitados. Contudo, como nem sempre os resultados mostram a realidade, os DAOs são passíveis de erro e podem fazer escolhas certas para o momento mas erradas para o ambiente, por exemplo, se um curador investir mais que outro, o voto dele terá mais importância e casualmente uma má escolha pode ocorrer.
A generalização das DAOs, apesar de ter um aspecto social positivo, tem um aspecto crucial a ser levado em conta: a segurança. Se existe conexão intensa entre os serviços, uma vez que um desses serviços for atacado e/ou invadido, muitas informações que não pertencem só a ele poderiam ser descobertas, conduzindo a um problema imensamente maior, uma vez que um serviço específico possa ser de fácil invasão e tenha comunicações com serviços mais importantes (como serviços bancários, etc.).
A integração entre serviços e a construção de DAOs integradas deve ser estudada a fundo para que não ocorram ataques ou, se ocorrerem, que não sejam prejudiciais como  o de junho de 2016.